# ミニラグビー
ミニラグビーは、小学校の中学年（小3・小4）と高学年（小5・小6）で行われる、日本ラグビーフットボール協会が定める児童用ラグビー競技である。小学校の低学年（小1・小2）まではタグラグビーが行われ、中学校ではジュニアラグビーが行われる。

## 概要
ミニラグビーのルールは、日本ラグビーフットボール協会「競技規則」の「U-12ミニラグビー競技規則」で定められている。
内容は、ワールドラグビーが定めている「競技規則」と「U-15ジュニアラグビー競技規則」をもとに、子どもの年齢や発育段階を鑑みて、安全の確保を第一に考え、より安全に、ラグビーの魅力を感じられることを目的として、日本ラグビーフットボール協会が独自で制定している。

### ミニラグビーの大会に必要な3つの視点
日本ラグビーフットボール協会では、ミニラグビーの大会において必要な3つの視点を掲げている。
1. 選手にとって安心安全な環境 が準備されていること
2. 選手がラグビーを楽しみ、 成長につながること
3. 選手のプレー機会が 確保されていること

## 主なルール
他の年齢層の規則との比較は、以下のとおり。「HB」は、ハーフバックス（ハーフ団）のこと。出典：「競技規則 2022」
| 学年                         | 小学校低学年 （小1・小2） | 小学校中学年 （小3・小4）                              | 小学校高学年 （小5・小6）                                                     | 中1のみ                                                    | 中1・中2                                                   | 中2・中3                                                   | 高校生                                                     |
| ---------------------------- | ------------------------- | ------------------------------------------------------ | ----------------------------------------------------------------------------- | ---------------------------------------------------------- | ---------------------------------------------------------- | ---------------------------------------------------------- | ---------------------------------------------------------- |
| 競技名称                     | タグラグビー              | ミニラグビー                                           | ミニラグビー                                                                  | ジュニアラグビー                                           | ジュニアラグビー                                           | ジュニアラグビー                                           | ラグビー                                                   |
| 競技規則                     | U-8                       | U-10                                                   | U-12                                                                          | U-15                                                       | U-15                                                       | U-15                                                       | 19歳未満 国内高専・高校以下用                              |
| 1チーム の人数               | 4～5人                    | 7人 （FW3、HB1、BK3）                                  | 9人 （FW3、HB1、BK5）                                                         | 12人 （FW5、HB2、BK5）                                     | 12人 （FW5、HB2、BK5）                                     | 12人 （FW5、HB2、BK5）                                     | 15人                                                       |
| ラインアウト の人数          | ‐                         | 1チーム2人                                             | 1チーム2人                                                                    | 1チーム2～5人                                              | 1チーム2～5人                                              | 1チーム2～5人                                              | 1チーム2人以上                                             |
| 競技時間                     | ‐                         | 15分ハーフ （1日50分以内）                             | 20分ハーフ （1日60分以内）                                                    | 15分ハーフ （1日60分以内）                                 | 15分ハーフ （1日70分以内）                                 | 20分ハーフ （1日70分以内）                                 | 30分ハーフ                                                 |
| フィールド の大きさ          | 20m×14m                   | 60m以内×35m以内                                        | 60m以内×40m以内                                                               | 94～100m×60～70ｍ（大学生・社会人と同じ）                  | 94～100m×60～70ｍ（大学生・社会人と同じ）                  | 94～100m×60～70ｍ（大学生・社会人と同じ）                  | 94～100m×60～70ｍ（大学生・社会人と同じ）                  |
| ボールの 大きさ              | 3号                       | 3号 (長さ24.5cm、幅16cm) または 4号 (長さ27cm、幅17cm) | 4号 (長さ27cm、幅17cm)                                                        | 5号（長さ28cm、幅18cm。大学生・社会人と同じ）              | 5号（長さ28cm、幅18cm。大学生・社会人と同じ）              | 5号（長さ28cm、幅18cm。大学生・社会人と同じ）              | 5号（長さ28cm、幅18cm。大学生・社会人と同じ）              |
| ゴールポスト の有無 とサイズ | ‐                         | 無し                                                   | 無し または 有り(内側幅4.6ｍ、クロスバー高さ2.6m)                             | 有り (大学生・社会人と同じ。内側幅5.6ｍ、クロスバー高さ3m) | 有り (大学生・社会人と同じ。内側幅5.6ｍ、クロスバー高さ3m) | 有り (大学生・社会人と同じ。内側幅5.6ｍ、クロスバー高さ3m) | 有り (大学生・社会人と同じ。内側幅5.6ｍ、クロスバー高さ3m) |
| 得点                         | ‐                         | T：5点 PT：5点                                         | T：5点、PT：5点 【ゴールポストがある場合は】 T：5点、G：2点、PT：7点、PG：3点 | T：5点、G：2点、PT：7点、PG：3点（大学生・社会人と同じ）   | T：5点、G：2点、PT：7点、PG：3点（大学生・社会人と同じ）   | T：5点、G：2点、PT：7点、PG：3点（大学生・社会人と同じ）   | T：5点、G：2点、PT：7点、PG：3点（大学生・社会人と同じ）   |

## 主な大会
- ヒーローズカップ - NPO法人ヒーローズが主催するミニラグビー大会。2009年設立[3]。
- SEINANラグビーマガジンCUP関東ミニ・ラグビー交流大会 supported by Canterbury - 関東ラグビーフットボール協会主催[4]。
- SEINANラグビーマガジンCUP関西ミニ・ラグビー交流大会 supported by Canterbury - 関西ラグビーフットボール協会主催[5]。
- SEINANラグビーマガジンCUP九州ミニラグビー交流大会 supported by Canterbury - 九州ラグビーフットボール協会主催[6]。
- FOR ALL ミニ・ラグビーフレンドリーマッチ - 日本ラグビーフットボール協会が主催するミニラグビー交流会[7]。
- 菅平ミニラグビー・ジャンボリー交流大会 - 関東ラグビーフットボール協会主催。例年7月に開催[8]。